# Сиваи (Смоленская область)
Сиваи (ранее Старые Сиваи) — деревня в Хиславичском районе Смоленской области России. Входит в состав Городищенского сельского поселения. Население — 18 жителей (2010 год).

## История
В годы Великой Отечественной войны деревня была оккупирована гитлеровскими войсками в июле 1941 года, освобождена в сентябре 1943 года.

## География
Расположена в юго-западной части области в 15 км к юго-западу от Хиславичей. 
Западнее находилась деревня Новые Сиваи, ныне упразднённая.
В полутора верстах юго-западнее находилась деревня Петушки, ныне исчезнувшая.

## Транспорт
В 43 км западнее Сиваи проходит автодорога А141 Орёл — Витебск. В 43 км восточнее деревни расположена железнодорожная станция Крапивенская на линии Смоленск — Рославль.